# Factory method
El Factory Method és un patró de disseny del Software. Consisteix a utilitzar una classe constructora (semblant a l'Abstract Factory) abstracta amb uns quants mètodes definits i uns altres d'abstractes: el dedicat a la construcció dels objectes d'un subtipus d'un tipus determinat. És una simplificació de l'Abstract Factory, on la classe abstracta té mètodes concrets que en fan servir alguns dels abstractes; segons usem una o altra filla d'aquesta classe abstracta, tindrem un comportament o un altre.

## Estructura
Les classes principals d'aquest patró són el creador i el producte. El creador necessita crear instàncies de productes, però el tipus concret de producte no ha de ser forçat en les subclasses del creador, perquè aleshores les possibles subclasses del creador haurien de poder especificar subclasses del producte a utilitzar.
La solució per fer això és utilitzar un mètode abstracte (el mètode de la fàbrica) que es defineix en el creador. Aquest mètode abstracte es defineix perquè torni el producte. Les subclasses del creador poden sobreescriure aquest mètode per tornar les subclasses apropiades del producte.

## Exemples de codi (Java)
```
// Definim la classe abstracte creadora

public
 
abstract
 
class
 
Creator
{

 
// Operació que realitza 

 
public
 
Product
 
anOperation
()
 
{

 
Product
 
aProduct
 
=
 
factoryMethod
();

 
return
 
aProduct
;

 
}

 
// Definim el mètode abstracte

 
protected
 
abstract
 
Product
 
factoryMethod
();

}

```

Ara definim el creador concret.
```
public
 
class
 
ConcreteCreator
 
extends
 
Creator
{

 
protected
 
Product
 
factoryMethod
()
 
{

 
return
 
new
 
ConcreteProduct
();

 
}

}

```

I definim el producte i la seva implementació concreta.
```
public
 
interface
 
Product
{

 
public
 
void
 
operacio
();

}

public
 
class
 
ConcreteProduct
 
implements
 
Product
{

 
public
 
void
 
operacio
(){

 
System
.
out
.
println
(
"Una operació d'aquest producte"
);

 
}

}

```

i un exemple d'ús :
```
public
 
static
 
void
 
main
(
String
 
args
[]
){

 
Creator
 
aCreator
;

 
aCreator
 
=
 
new
 
ConcreteCreator
();

 
Product
 
producte
 
=
 
aCreator
.
anOperation
();

 
producte
.
operacio
();

}

```